# Talál Dzsebrín
Talál Dzsebrín (arabul: طلال الجبرين); 1973. szeptember 25. –) szaúd-arábiai válogatott labdarúgó.

## Pályafutása

### Klubcsapatban
1991 és 2002 között az Al-Rijád csapatában játszott.

### A válogatottban
1993 és 1996 között játszott a szaúd-arábiai válogatottban. Részt vett az 1994-es világbajnokságon.